# عامر (فیلم)
عامر (هندی: आमिर) فیلمی در ژانر درام به کارگردانی راج کومار گوپتا است که در سال ۲۰۰۸ منتشر شد. از بازیگران آن می‌توان به راجیو خاندلوال اشاره کرد.